# میدان نفتی پازنان
میدان نفتی پازنان از میدان‌های نفتی ایران است، که در منطقه پازنان، استان کهگیلویه و بویراحمد و بخش‌هایی از استان خوزستان مستقر می‌باشد و در فاصله ۳۵ کیلومتری از بهبهان قرار دارد. ظرفیت تولید نفت خام این میدان ۳۱ هزار بشکه در روز و ظرفیت تولید گاز طبیعی این میدان نیز به‌‌طور میانگین ۲۸ میلیون متر مکعب در روز می‌باشد.
حجم ذخیره درجای اولیه نفت خام این میدان بالغ بر ۶ میلیارد بشکه برآورد می‌شود، همچنین میزان ذخیرهٔ گاز درجای اولیه میدان پازنان ۳۷ تریلیون فوت مکعب می‌باشد. میدان پازنان در سال ۱۳۱۴ توسط شرکت نفت ایران و انگلیس کشف شد و هم‌اکنون شرکت ملی مناطق نفت‌خیز جنوب مدیریت بهره‌برداری از این میدان را برعهده دارد.

## تاریخچه
مخزن آسماری میدان نفتی پازنان در سال ۱۳۱۵ توسط شرکت نفت ایران و انگلیس کشف شد و در پی دهه‌های متوالی بهره‌برداری، هم‌اکنون به گونه‌ای شده که تولید از چاه‌های نفتی آن نیاز به استفاده از عملیات فرازآوری با گاز است. فشار مخزن در ابتدا حدود ۴۲۰۰ پام بوده که تا سال ۱۳۹۶ به ۲۲۰۰ پام کاهش یافته‌است. پیش‌تر به منظور جلوگیری از افت فشار مخزن پازنان، سیستم بازگردانی گاز، طراحی و در سال ۱۳۷۴ راه‌اندازی شده‌است. در این طرح، گاز تولیدی از مخزن پس از فرآورش در کارخانه گاز و گازمایع ۱۰۰۰ و جدا شدن مایعات گازی آن، از طریق ۶ حلقه چاه، به درون مخزن بازگردانده می‌شود. میدان نفتی پازنان در جنوب شرقی میدان نفتی آغاجاری واقع شده‌است و سازند آسماری مهم‌ترین سنگ مخزن در این میدان می‌باشد. میدان پازنان بزرگ‌ترین میدان گاز میعانی ایران، با ستونی از نفت به‌شمار می‌آید.

## تأسیسات میدان

### واحد بهره‌برداری پازنان یک
واحد بهره‌برداری پازنان یک در منطقه عملیاتی شرکت نفت و گاز آغاجاری قرار دارد. ظرفیت تولید این واحد در حدود ۳۵ هزار بشکه در روز می‌باشد.

### واحد بهره‌برداری پازنان دو
این واحد در فاصله ۵۷ کیلومتری از شهرستان گچساران و در جنوب غربی این شهرستان واقع شده‌است و دارای ۹۷۸ پا ارتفاع از سطح دریا می‌باشد. واحد بهره‌برداری پازنان ۲ در سال ۱۳۵۳ توسط شرکت آسکو طراحی و احداث شد. ظرفیت اسمی این واحد معادل ۴۰ هزار بشکه در روز می‌باشد و هم‌اکنون روزانه ۵ هزار بشکه نفت از تعداد ۶ حلقه چاه فعال میدان پازنان را جمع‌آوری و پس از مراحل تفکیک، به تلمبه‌خانه گوره ارسال می‌نماید. گازهای حاصل از تفکیک به میزان ۵ میلیون فوت مکعب در روز، به ایستگاه تقویت فشار گاز پازنان ۲ تحویل می‌گردد. نفت این واحد از نوع سبک می‌باشد. این واحد حدود ۴۰ هزار بشکه نفت نمکی واحد بهره‌برداری گچساران دو را نیز دریافت نموده و همراه با نفت تولیدی خود، به کارخانه نمکزدایی گچساران ۲ ارسال و پس از استاندارد شدن نمک، نفت را به سمت تلمبه‌خانه گوره پمپاژ می‌نماید.

### کارخانه نمک‌زدایی پازنان یک
واحد نمک‌زدایی پازنان یک در کنار واحد بهره‌برداری پازنان یک قرار دارد، که ظرفیت تولید آن در حدود ۵۰ هزار بشکه در روز می‌باشد. واحد نمک‌زدایی پازنان یک همچنین نفت واحدهای بهره‌برداری آغاجاری یک و دو را نیز فرآورش می‌نماید.

### کارخانه نمک‌زدایی پازنان دو
کارخانه نمک‌زدایی پازنان دو در نزدیکی واحد بهره‌برداری شماره ۲ پازنان احداث گردیده و کل نفت واحد پازنان و نفت نمکی واحد بهره‌برداری شماره یک و دو گچساران را دریافت و توسط نمک گیرهای ثقلی و برقی، همچنین طی عملیات تزریق آب و مواد شیمیایی، نمک موجود در نفت را تا حد استاندارد تقلیل می‌دهد. ظرفیت اسمی این کارخانه ۵۵ هزار بشکه در روز می‌باشد، که در حال حاضر روزانه حدود ۴۵ هزاربشکه نفت شور در این واحد شیرین می‌گردد.

### کارخانه گاز و گازمایع ۹۰۰
کارخانه گاز و گازمایع ۹۰۰ در فاصله ۶۰ کیلومتری از جنوب غربی گچساران، در منطقه پازنان قرار دارد. این کارخانه در سال ۱۳۵۵ با هدف تولید گاز سبک، نفتای سبک و سنگین، گاز مایع، گازوییل و نفت سفید، توسط شرکت آسکو طراحی شد و توسط شرکت فلور کورپوریشن، احداث و راه‌اندازی گردید. این کارخانه در ابتدای راه‌اندازی، روزانه ۸۰ هزار بشکه نفتای سبک، ۵۸ هزار بشکه نفتای سنگین، ۲۵ هزار بشکه گاز مایع و ۱۹ هزار بشکه گازوییل تولید می‌کرد. کارخانه ۹۰۰ با ظرفیت تولید روزانه یک میلیارد و ۳۵۹ میلیون فوت مکعب گاز طبیعی و ۴۰ هزار بشکه میعانات گازی، هم‌اکنون روزانه ۱۷ هزار بشکه نفتای سبک تولید می‌کند و حجم گازهای ورودی به این کارخانه نیز در حدود یک میلیارد و ۳۹۵ میلیون فوت مکعب در روز می‌باشد. نفتای سبک این کارخانه، به پتروشیمی بوعلی ارسال می‌شود و گاز سبک آن نیز ضمن افزایش فشار، در میدان‌های نفتی گچساران و بی‌بی‌حکیمه تزریق می‌شود. گاز و مایعات گازی ارسالی از ۱۵ حلقه چاه گازی میدان پازنان، به عنوان خوراک کارخانه گاز و گازمایع ۹۰۰ استفاده می‌شود.

### شبکه بازگردانی گاز پازنان
گاز گنبدی مورد نیاز تزریق در ایستگاه تزریق گاز پازنان، از شبکه تولید و تزریق گاز پازنان-۲ تأمین می‌شود. این شبکه در سال ۱۳۵۶ توسط شرکت خاص خدمات نفت ایران (آسکو) طراحی و احداث شد و گازهای تولیدی را از ۱۵ حلقه چاه گاز، به کارخانه گاز و گازمایع ۹۰۰ ارسال می‌نماید. گاز خروجی از کارخانه گاز و گازمایع ۹۰۰ توسط خط لوله ۲۶ اینچ، به گچساران و سیاهمکان منتقل می‌شود و از طریق ۲۲ حلقه چاه تزریقی، در مخازن آسماری میدان گچساران و میدان بی‌بی‌حکیمه تزریق می‌شود.